# Phase One (azienda)
Phase One è un'azienda danese nata nel 1993 specializzata nella produzione di software e dispositivi fotografici digitali di alto livello. La sua produzione è basata su sistemi e soluzioni di macchine fotografiche a medio formato. Il loro software di elaborazione del proprio file RAW (grezzo) è Capture One.
Organizza anche i workshop PODAS (Phase One Digital Artist Series) sono una serie di workshop fotografici mondiali progettati per i fotografi digitali interessati a lavorare con fotocamere di medio formato e ad alta risoluzione. PODAS fa parte della divisione educativa Phase One. Ogni partecipante riceve un sistema di fotocamere digitali Phase One per la durata del workshop.
Nel 2009 ha acquisito Mamiya. Il 18 febbraio 2014 è stato annunciato che la società di private equity britannica Silverfleet Capital avrebbe acquisito una quota di maggioranza del 60% nella società.
Il 17 giugno 2019, Phase One A/S è stata nuovamente venduta, questa volta alla società di investimento danese Axcel.